# Oliver Platt
Oliver James Platt (Windsor, 12 januari 1960) is een in Canada geboren Amerikaans acteur.

## Biografie
Platt werd geboren in Windsor bij Amerikaanse ouders als middelste van drie kinderen. Zijn vader werkte als ambassadeur voor onder andere Pakistaanse, Zambiaanse en Filipijnse ambassades. Toen hij drie maanden oud was verhuisde hij met zijn familie terug naar Amerika. Hij studeerde af in drama aan de Tuftsuniversiteit in de staat Massachusetts. Hij begon zijn acteercarrière als acteur in het theater, waar hij diverse rollen speelde. Hij heeft ook tweemaal opgetreden op Broadway. In 2006 speelde hij in het toneelstuk Shining City de rol van John, en in 2009 speelde hij in de musical Guys and Dolls de rol van Nathan Detroit.

## Filmografie
- Married to the Mob (1988)
- Working Girl (1988)
- Flatliners (1990)
- Beethoven (1992)
- Diggstown (1992)
- Indecent Proposal (1993)
- The Three Musketeers (1993)
- Benny & Joon (1993)
- Funny Bones (1995)
- The Infiltrator (1995)
- Executive Decision (1996)
- A Time to Kill (1996)
- Bulworth (1998)
- Dangerous Beauty (1998)
- The Impostors (1998)
- Dr. Dolittle (1998)
- Simon Birch (1998)
- Lake Placid (1999)
- Three to Tango (1999)
- Bicentennial Man (1999)
- Ready to Rumble (2000)
- Gun Shy (2000)
- The West Wing (TV) (2001-2005)
- Liberty Stands Still (2002)
- Pieces of April (2003)
- Hope Springs (2003)
- Queens Supreme (2003-2007)
- Kinsey (2004)
- Huff (TV) (2004-2006)
- Loverboy (2005)
- The Ice Harvest (2005)
- Casanova (2005)
- Martian Child (2007)
- The Ten (2007)
- Frost/Nixon (2008)
- 2012 (2009)
- Love and Other Drugs (2010)
- X-Men: First Class (2011)
- The Oranges (2012)
- Chinese Zodiac (2012)
- Ginger & Rosa (2012)
- Legends of Oz: Dorothy's Return (2013)
- Chef (2014)
- Kill the Messenger (2014)
- Cut Bank (2014)
- A Merry Friggin' Christmas (2014)
- Mortdecai (2015)
- When I Live My Life Over Again (2015)
- Frank and Cindy (2015)
- Bessie (2015)
- The Good Wife (TV) (2015)
- American Experience (TV) (2012-2015)
- Chicago Fire (TV) (2015)
- Chicago P.D. (TV) (2015-2016)
- Chicago Med (TV) (2015-2016)
- Shut In (2016)

## Prijzen
- Golden Globes
  - 2005 in de categorie Beste Optreden door een Acteur in een Bijrol in een Televisieserie met de televisieserie Huff - genomineerd.
- Daytime Emmy Awards
  - 2008 in de categorie Beste Gastacteur in een Televisieserie met de televisieserie Nip/Tuck - genomineerd.
  - 2006 in de categorie Beste Optreden door een Acteur in een Bijrol in een Televisieserie met de televisieserie Huff- genomineerd.
  - 2005 in de categorie Beste Optreden door een Acteur in een Bijrol in een Televisieserie met de televisieserie Huff- genomineerd.
  - 2001 in de categorie Beste Gastacteur in een Televisieserie met de televisieserie The West Wing - genomineerd.
- Independent Spirit Awards
  - 2011 in de categorie Robert Altman Award met de film Please Give - gewonnen.
- Screen Actors Guild Awards
  - 2009 in de categorie Uitstekend Optreden door een Cast in een Film met de film Frost/Nixon - genomineerd.
  - 2008 in de categorie Uitstekend Optreden door een Acteur in een Film met de film The Bronx Is Burning - genomineerd.

- Bibsys: 7006213
- Bibliothèque nationale de France: cb14030115n (data)
- Catàleg d'autoritats de noms i títols de Catalunya: 981058526837806706
- CiNii: DA10340912
- Gemeinsame Normdatei: 141944099
- International Standard Name Identifier: 0000 0003 5409 0454
- Library of Congress Control Number: no96016518
- MusicBrainz: 5c99b07e-0721-4e0b-9df7-c6c70cca676a
- Nationale Bibliotheek van Tsjechië: xx0045840
- Nationale Bibliotheek van Israël: 987007424840405171
- Nationale Bibliotheek van Polen: a0000001273414
- Nederlandse Thesaurus van Auteursnamen: 148321763
- SNAC: w6pv7fvw
- Système universitaire de documentation: 160855802
- Virtual International Authority File: 16815464
- WorldCat: E39PBJdcwtjgvGBf3KWhDxwpyd